# 旋花
旋花（学名：Calystegia sepium）为旋花科打碗花属的植物。

## 形态
多年生缠绕草本。卵形叶子互生，基部为戟形；夏季开淡红色花，花单生于叶腋，花冠漏斗状；球形蒴果；黑褐色卵圆状三棱形种子。

## 分布
分布在印度尼西亚、西伯利亚、欧洲、澳大利亚、北美洲、阿尔泰以及中国部分地区，生长于海拔140米至2,600米的地区，一般生于路旁、溪边草丛、农田边及山坡林缘，目前尚未由人工引种栽培。

## 别名
蕣华（说文解字）、旋葍（蜀本草）、旋花、旋葍、筋根、续筋根、鼓子花、美草、天剑草（本草纲目） 葍子根（救荒本草） 吊茄子（江西） 篱天剑、饭藤子、饭豆藤、野苕（湖北） 包颈草（湖南） 面根藤、打碗花（贵州） 狗儿弯藤（四川） 打破碗花（云南）

## 异名
- Calystegia japonica (Thunb) Koidz

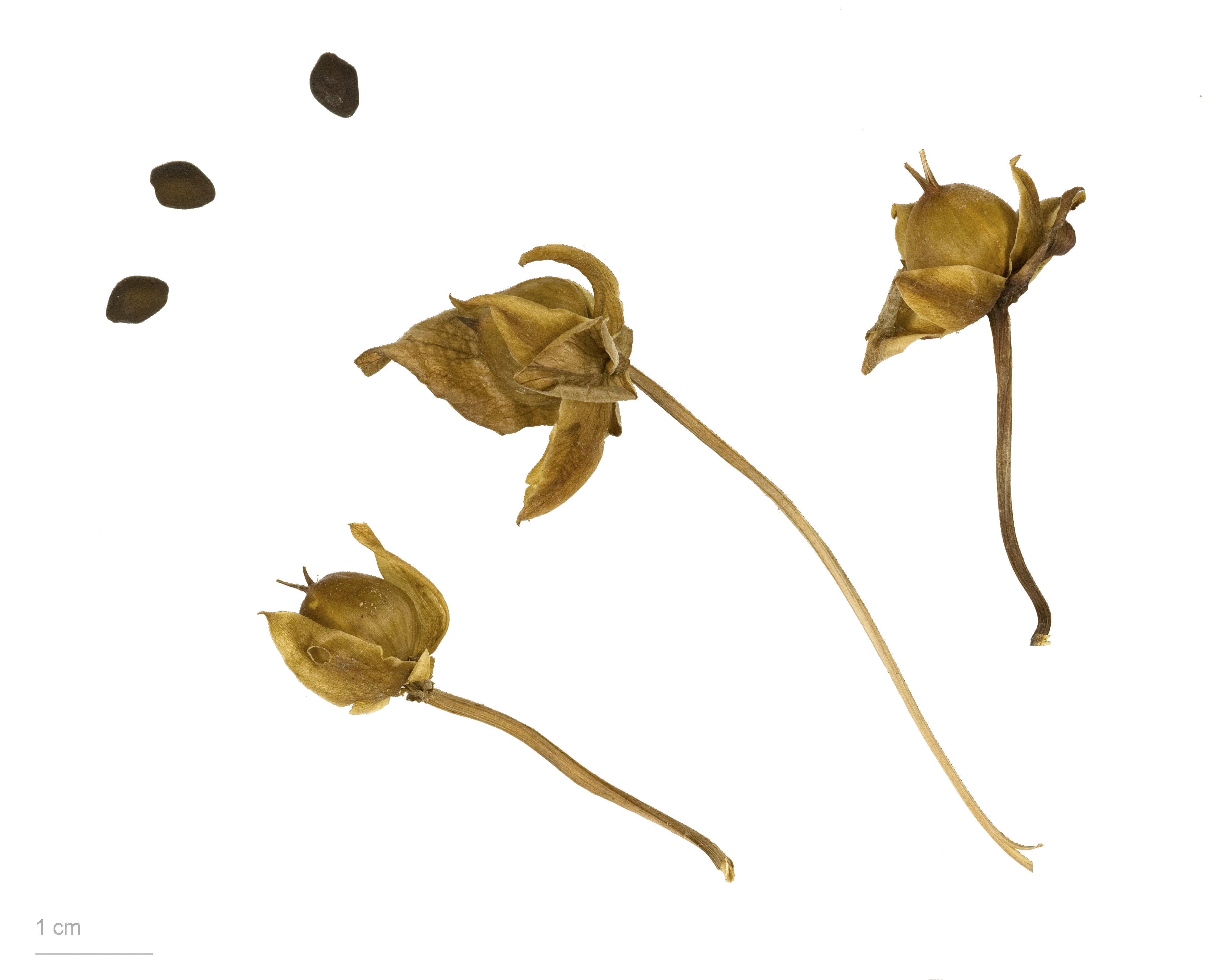
Calystegia sepium

- Calystegia sepium (L.) R. Br. var. communis (Tryon) Hara
- Calystegia sepium (L.) R. Br. var. hirsuta K. T. Fu
- Calystegia sepium (L.) R. Br. var. japonica (Choisy) Makino ex Matsum.
- Calystegia sepium (L.) R. Br. var. japonica (Thunb) Makino ex Matsum.

## 延伸阅读
[在维基数据编辑]
 《植物名實圖考·旋花》，出自吳其濬《植物名實圖考》

## 外部連結
- 離打碗花, Lidawanhua （页面存档备份，存于） 藥用植物圖像數據庫 (香港浸會大學中醫藥學院) （繁體中文）（英文）